# Категорії сільського населення в Польському королівстві

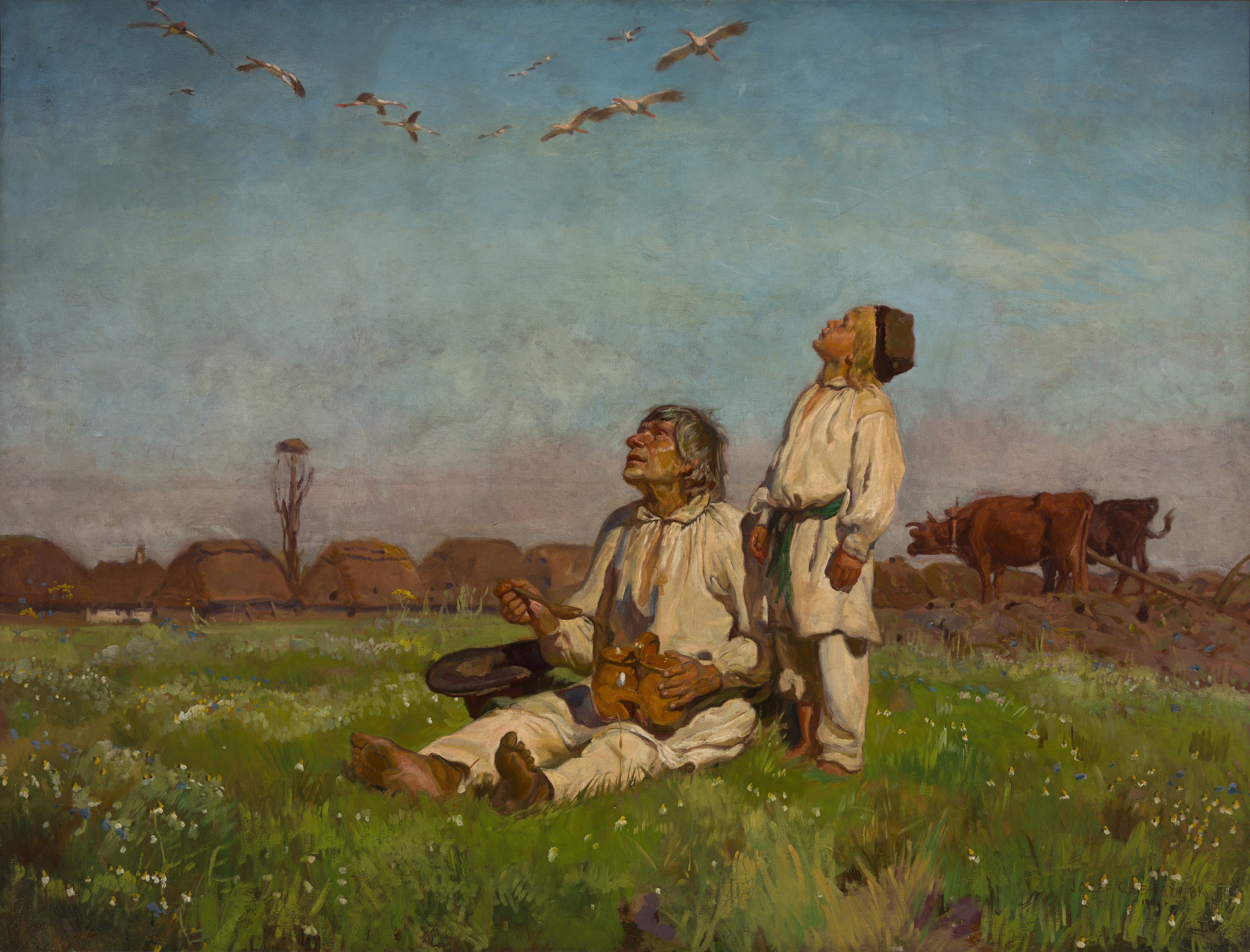
Працююче сільське населення

Категорії сільського населення — протягом всієї історії польського села (від XVI до XVIII століття) існував поділ сільського населення з точки зору його функціонування в шляхетській дійсності.

## Основний поділ

### Кмети
Кмети становили найбільшу групу жителів села. Вони були повноправними хліборобами — мали, як правило, одноланкові господарства (1 лан, так називали площу близько 17 га). За підрахунками А. Вичанського за 1560—1570 рр., зі свого господарства розміром з один лан кмет міг зібрати близько 6600 кг зерна, з яких 3300 кг він міг продати. Це давало йому суму близько 32 злотих. Можливо, з урахуванням продукції тваринництва (яку він продавав), його дохід був близьким до 35 злотих. Ці суми витрачалися на знаряддя, одяг, взуття і, ймовірно, на сплату боргів. У сільській місцевості в той час було також багато селян, які господарювали на менших, так званих напівланових господарствах. Дохід такого кмета був набагато нижчим, ніж у кмета, який працював на однолановому господарстві. Дохід, отриманий від продажу близько 800 кг зерна (саме стільки залишалося після сплати всіляких повинностей, підготовки зерна до посіву, споживання в господарстві), становив приблизно 8 злотих. Таким чином, матеріальне становище кметів було досить різноманітним. Аналіз зовнішнього вигляду селянських будівель підтверджує, що кметь, який обробляв більшу площу, мав більшу хату. Кмети були зобов'язані виконувати панщину у фільварку: зазвичай волами, кіньми з возом, плугом, бороною. У Гданському Помор'ї та Хелмінській землі гбурзами називали багатих селян, які мали 2-4 лани. В окремих польських землях існують значні відмінності в розмірах господарств, які обробляють кмети, наприклад, у Великопольщі та Мазовії господарства в середньому розміром в один лан (близько 17 га) або в півлан, а в Малопольщі — роздроблені — в чвертьлан. Вони зменшувалися внаслідок поділів, пов'язаних зі спадщиною чи неможливістю вести власне господарство зі збільшенням панщини.

### Загородники
Загородники, яких іноді називали городниками, були другою за чисельністю групою жителів села після кметів. Назва їх походить від того, що вони мали присадибну ділянку (хату з невеликим двором і господарськими будівлями), могли також мати сад і невеликий шматок поля. Його розмір був невеликим, щонайбільше кілька акрів (1 морга = 0,55 га). Вважається, що в Малопольщі їх було близько 11 000, половина з яких мала землю. У Мазовії їх було більше, у Великопольщі менше. Кількість селян постійно збільшувалася. Найчастіше працювали у фільварках. Ступінь їхнього багатства був невеликим і оцінити його за джерелами досить важко. Вони мали в своєму розпорядженні (деякі з них) коней, вози, волів. У джерелах знаходимо записи про те, що вони також працювали ремісниками. Вони відробляли пішу панщину або інші зобов'язання у вигляді праці на користь маєтку. Розмір панщини був невеликим (1-2 дні на тиждень). Вони не були обтяжені даниною, а рента, яку вони сплачували, становила кільканадцять грошів на рік. Якщо вони мали поле, то зобов'язані були платити оброк.

### Халупники
Халупники — група сільських жителів, які були значно біднішими за хліборобів — не мали ні господарства, ні власної землі. У джерелах XVI століття вони зустрічаються дуже рідко. Працювали у заможних селян або в панському господарстві.

### Коморники
Коморники не мали навіть власних хат і жили в будинках заможніших селян. За це житло вони платили роботою або віддавали частину заробітку. Коморники звільнялися від сплати панських зборів і могли використовуватися для роботи в маєтку.

### Люзні люди
Під цим терміном розуміють групу жителів села, які не мали жодної власності. У цитованій вище книзі Гродзіського читаємо, що "у 1892 році Міхал Бобжинський прочитав лекцію під назвою «Karta dziejów ludu wiejskiego Polsce» ["Хартія історії сільського населення Польщі"] на засіданні Академії наук і мистецтв у Кракові". Тоді вперше в польській науці було порушено досі цілком занедбане питання про вільне населення як явище, характерне для села, але окреме від селян-втікачів…". Іноді їх важко відрізнити від коморників (межа між цими категоріями населення дуже рухлива). Вони витрачали багато часу на переїзди та пошуки роботи (особливо в містах). Це викликало невдоволення шляхти, якій постійно не вистачало робочих рук для роботи в маєтку. Вона намагалася заборонити їхній допуск до роботи в містах, а також обкладала їх великими податками.

### Мірошники
Серед сільських жителів були мірошники, причому у групі більш заможних. Можна виділити: закупних мірошників, які володіли млином і не могли бути виведені з нього без відшкодування йому певної суми. Другу групу становили річні мірошники, які працювали на панському млині. За свою працю мірошник отримував 4–5 % від кількості намолотого зерна. Він також зберігав полову та висівки, але він був змушений пасти на них своїх свиней.

### Корчмарі
Корчми були в багатьох селах, але популярністю вони набули лише в XVII столітті. Для прикладу можна навести розрахунок М. Камлера для Великої Польщі (на 1580—1605 рр.). На той час у Великопольщі було 21 % господарств із корчмами. Можна також виділити певну закономірність — чим більша площа шляхетського господарства, тим більше корчмів у селах даного господарства. У корчмах подавали переважно пиво, тоді як горілка в XVI столітті була ще рідкістю на селі. Корчмарі мали господарства, за розмірами близькі до селянських. Вони використовували його для оплати оренди і, в більшості випадків, самостійно виробляли пиво. З кінця XVI століття власники фільварків змушували корчмарів продавати вироблене у фільварку пиво (так звана пропінація). Змінювався статус корчмаря, якого в XVI столітті можна було вважати виробником пива. Корчмарів у XVII столітті слід називати продавцями.

### Ремісники
У кожному селі були ремісники. Часто вони походили з малозабезпечених прошарків сільського населення: загородників та халупників. У своїх скромних майстернях вони робили дрібний ремонт сільськогосподарського реманенту, одягу тощо. Окремі групи майстрів, які жили на селі, могли виробляти продукцію для потреб міста. До сільських майстрів нерідко належали: ковалі, гончарі, платкарі, теслі, теслі, бондарі, кравці. У XVI столітті шляхетський маєток намагався мати гурток власних ремісників, які були дуже корисні в господарстві.

### Челядь

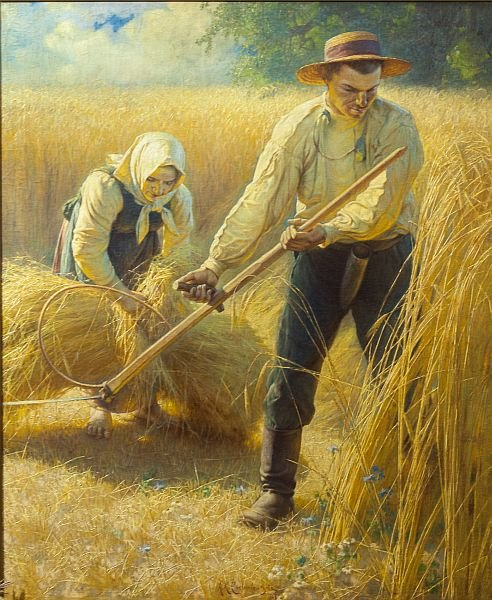
врожай

Так звані «фільваркова челядь», тобто група людей, які не володіли власністю в селі (землею, господарством), жили безпосередньо в маєтку і використовувалися там для роботи. Челядь походила з лозних людей, які жили в родинах кметів і загородників. Цей термін використовується для позначення всіх найманих сільськогосподарських робітників. Залежно від розміру фільварку, челяді могло бути кілька десятків або кілька людей. Вони отримували скромну винагороду: наприклад, фільваркова дівка, яка виконувала легшу роботу на кухні, доглядала корів чи прополювала овочі, у 1512 році отримувала 30 грошів на рік. Пастухи великої рогатої худоби та свиней також не отримували великих сум. Це частково компенсувалося тим, що челяді видавали частину заробітної плати натурою (наприклад, зерном та іншими культурами).
- Орачі — бувало, що у фільварках працювали орачі (ратаї) — чоловіки, які орали фільваркові ґрунти. Іноді вони жили поза маєтком і мали власні будинки. Їх посада залежала від кількості волів, якими вони працювали.

- Ординарії — частина слуг в господарстві називалася ординарцями. Вони вели своє господарство, мали хати. Винагорода їм видавалася у вигляді сільськогосподарської продукції.

- Групу слуг, які харчувалися на кухні маєтку, називали віктовниками.

- На всіх видах робіт (піших і кінних) використовувалися поробки (батраки).

- Вівчарі — пастухи, що пасуть овець, погоничі тощо.

Вони мали трудовий договір, що укладався строком на один рік, до Різдва.

### Люди, які керують фільварком
У більших господарствах, у великих садибних маєтках була досить велика група посадових осіб (писарів, підстарост), часто вихідців з дуже бідної шляхти. У середньому фільварковому господарстві шляхтич сам керував усім господарством. Проте персонал фільварку потребував постійного нагляду. Ось чому в більшості шляхетськихдомогосподарств ви можете знайти:
- Влодар (дворник або економ) — звільнений від усіх селянських повинностей селянин, завданням якого був нагляд за виконанням селянами та слугами панщини та інших повинностей. Правитель був людиною, яку не любили і навіть боялися. Серед його обов'язків було: про наявність та збір інформації про настрої працівників господарства.

- Дворничка — найчастіше дружина дворника (влодаря), яка наглядала за жінками, зайнятими в господарстві.

## Наслідки у міжвоєнний період
Основну масу сільського населення становило селянство, яке складало більше половини населення країни і менше 70 % сільського населення. Решту 30 % становило населення, яке жило переважно за рахунок найманої праці. У всьому міжвоєнному польському суспільстві селяни становили величезну кількість — від 14,5 до 17,5 мільйонів. Селяни були внутрішньо диференційовані відповідно до майнових груп, які формувалися в основному, хоча і не виключно, відповідно до розміру площі землі, що перебувала у власності та використовувалася для ведення сільського господарства:
- середніх і дрібних селян, що разом становлять ¾ сільського населення. Незначна чисельна перевага дрібних селян на початку міжвоєнного періоду зростала в наступні роки, відображаючи процес поступового зубожіння села внаслідок дроблення селянської власності;
- економічна еміграція та міграція до міст були обмежені до мінімуму в 1918—1939 роках, особливо після 1929 року, внаслідок глобальних кризових явищ. Парцеляція землі протидіяла цим симптомам, але обмежувала їх лише незначною мірою;
- явище надлишкових працівників у сільському господарстві, яке торкнулося щонайменше 2,5 мільйонів людей у 1930-х роках (зазвичай молоді люди, які не мали надто обнадійливих перспектив);
- феномен т.зв надмірність була найсильнішою в перенаселених районах південної та частково центральної Польщі;
- група заможних селян, що становила кілька відсотків усього селянського населення;
- незалежні середні господарства (невеликий відсоток);
- біднота.

У цій ситуації рівень життя сільського населення був найнижчим серед усіх верств і класів у Польщі, а категорія так званих батраків (сільських парій) була навіть нижчою, ніж незалежні, навіть дрібні власники.